# Nosophora incomitata
Nosophora incomitata is een vlinder uit de familie van de grasmotten (Crambidae). De wetenschappelijke naam van de soort is voor het eerst gepubliceerd in 1894 door Charles Swinhoe.
Deze soort komt voor in India (Meghalaya).